# Melanoscia oreades
Melanoscia oreades là một loài bướm đêm trong họ Geometridae.